# Helen Gwynne-Vaughan

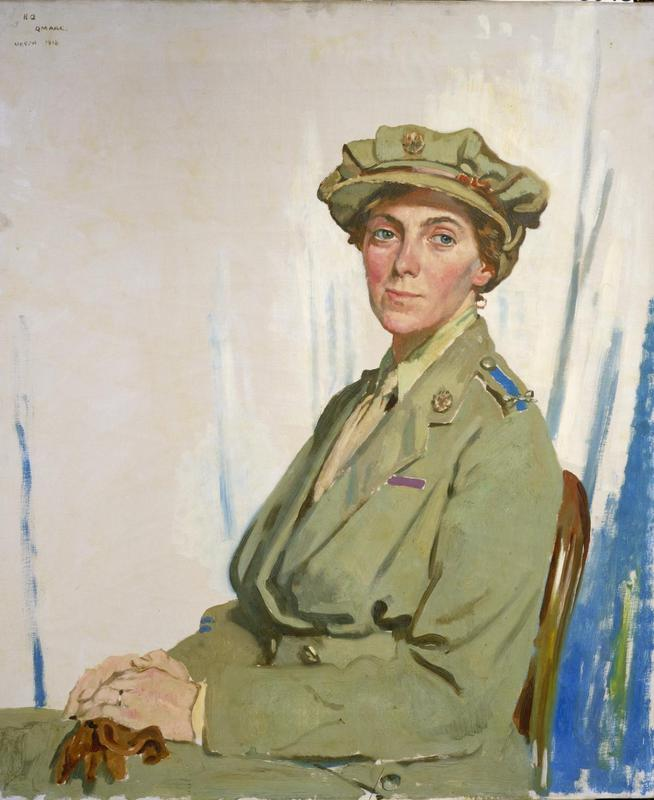
Helen Charlotte Isabella Gwynne-Vaughan, Porträt von William Orpen, 1918

Dame Helen Charlotte Isabella Gwynne-Vaughan, geborene Fraser (* 21. Januar 1879 in London; † 26. August 1967 in Storrington, Sussex), war eine britische Mykologin und Frauenrechtlerin.

## Jugend und Ausbildung
Gwynne-Vaughan wurde als Tochter von Arthur Hay David Fraser und seiner Frau, der Schriftstellerin Lucy Jane (geb. Fergusson), der Tochter von Helen Blackburn und Robert Duncan Fergusson, am 21. Januar 1879 in London geboren. Beide Elternteile entstammten prominenten schottischen Familien mit Wurzeln in Aberdeenshire und in Ayrshire. Nach dem Tod von Fraser heiratete Lucy erneut. Durch den Beruf des Stiefvaters im diplomatischen Dienst Großbritanniens verbrachte Helen mehrere Jahre im Ausland und wurde überwiegend von Gouvernanten erzogen. Ein Jahr (1895/96) verbrachte sie am Cheltenham Ladies’ College, einem Internat der Oberschicht. Die drei Jahre nach ihrer Einführung in die Gesellschaft verbrachte sie überwiegend mit den für reiche Töchter damals üblichen Vergnügungen. In ihrer Zeit mit ihrer Mutter und ihrer Schwester in London lernte sie aber auch das liberalere London kennen und schätzen.
1899 überwand sie die Widerstände in der Familie und schrieb sich für die Zugangstests am King’s College London ein. Als eine der ersten weiblichen Studenten des Colleges erwarb sie schon früh Auszeichnungen, der Carter Medal (Botanik) 1902, dem Bachelor of Science (B.Sc.) in Botanik (cum laude), 1904. Nach dem Abschluss des Studiums assistierte sie V. H. Blackman am University College, mit dem sie zuvor schon in seiner Arbeit mit Rostpilzen zusammengearbeitet hatte. 1905 übernahm sie eine Stelle bei Margaret Benson an der Royal Holloway und nahm im darauffolgenden Jahr ihre Vorlesungstätigkeit auf. Gleichzeitig engagierte sich Gwynne-Vaughan in Mädchenclubs, unterstützte den gemäßigten Flügel der Suffragettenbewegung um Louisa Garrett Anderson und gründete die Suffragetten-Gesellschaft der University of London. Trotz all dieser Interessen verfolgte sie weiterhin ihre eigene mykologische Forschung, zytologische Studien der Bedingungen und Entwicklung bei der Vermehrung von Pilzen, einer Arbeit, die sie mit Blackman begonnen hatte. Das damals neuartige Feld sollte sie während ihrer gesamten wissenschaftlichen Karriere nicht mehr loslassen. 1907 erhielt sie ihren Doktorgrad und übernahm eine Vorlesungsstelle am University College in Nottingham.
Unterstützt durch ihre gesellschaftliche Stellung und ihr geschicktes Agieren unter den meist älteren Protagonisten in der Universitätspolitik folgte sie ihrem späteren Ehemann, dem Paläobotaniker David Thomas Gwynne-Vaughan auch mit dessen Unterstützung als Dozent am Birkbeck College in London nach. Sie war die einzige weibliche Bewerberin für den Posten und einer der jüngsten Bewerber. 1911 heiratete sie Gwynne-Vaughan, damals an der Queen’s University Belfast. Sie behielt ihren Posten in Birkbeck. Bei Ausbruch des Ersten Weltkriegs trat sie dem Roten Kreuz bei und engagierte sich dort. Bis zu seinem Tod 1915 kümmerte sie sich auch um ihren an Tuberkulose erkrankten Ehemann und verbrachte viel Zeit mit ihm.

## Women’s War Services

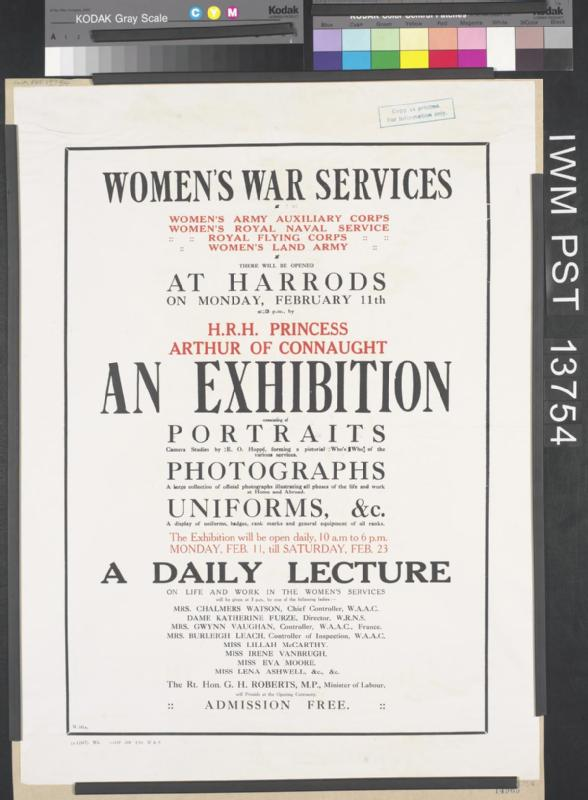
Werbeaktion für den Women’s War Service

Unterstützt durch ihre Familienbeziehungen und ihre Verbindung zu Louisa Garrett Anderson, die schon durch ihre medizinische Arbeit mit dem Militär arbeitete, wurde Helen Gwynne-Vaughan Anfang 1917 zum obersten Kontrolleur des Women’s Army Auxiliary Corps (WAAC) ernannt, durch das der Mangel an Personal reduziert werden sollte. Diese Arbeit befriedigte sie sehr und passte gut zu ihrem Führungsanspruch und der Militärtradition der Familie. Sie war Kommandeur der weiblichen Truppen in Frankreich, die schließlich bis auf 10.000 Frauen in den verschiedenen Versorgungsbereichen anwuchsen.
Ihre Fähigkeiten als Organisatorin und die strikte Disziplin, die Gwynne-Vaughan einhielt, überzeugten manchen voreingenommenen Führungsoffizier der Armee. Die offizielle Anerkennung für ihre Leistungen folgte im Januar 1918, als Helen Gwynne-Vaughan als erste Frau für ihre militärischen Leistungen zum Commander des Order of the British Empire ernannt wurde. Drei Monate später wurde das Corps in Anerkennung seiner Leistungen während der Schlacht von Ypern zum Queen Mary’s Army Auxiliary Corps (QMAAC) umbenannt und die Königin von England wurde titularisch zum Oberbefehlshaber ernannt.
Als aufgrund kritischer Berichte über das WAAC die Leiterin Violet Douglas-Pennant zurücktreten musste, wurde Helen Gwynne-Vaughan die Position angeboten. Im September 1918 akzeptierte Gwynne-Vaughan widerstrebend ihre Ernennung zum Kommandeur im Rang eines Brigadegenerals der Women’s Royal Air Force (WRAF). Dank ihrer früheren Erfahrungen formte sie aus der chaotischen Verwaltung in ihren fünfzehn Monaten auf diesem Posten eine effiziente Organisation. Sie eröffnete u. a. das Berrdige House in Hampstead, in dem Offiziersausbildungen stattfanden und führte auch dort das Militärprotokoll ein. Ihre Umstrukturierungen bewirkten, dass sich die Einstellung vieler Männer gegenüber Frauen in der Luftwaffe veränderte. Nach dem Ende des Ersten Weltkriegs wurde die WRAF aufgelöst und Dame Helen schied aus ihrem Amt. Im Dezember 1919 wurde sie für ihre Verdienste zum Dame Commander des Order of the British Empire ernannt.

## Rückkehr ins zivile Leben
Ihre bemerkenswert erfolgreiche Ausnutzung der Chancen, die ihr der Krieg geboten hatte, formten aus der akademischen Randfigur eine Persönlichkeit des öffentlichen Lebens. Trotzdem schlug ihre Bewerbung um die Nachfolge von James William Helenus Trail als Regius Professor für Botanik an der University of Aberdeen fehl und sie verblieb in Birkbeck, wo sie 1921 zur Professorin ernannt wurde. Als die Schule kurz darauf zu einem Teil der University of London wurde, konnte sie mit ihrem Organisationstalent sowohl erstklassiges Lehrpersonal als auch hervorragende Talente anziehen. Sie setzte ihre zytologischen Forschungen fort und veröffentlichte zehn wichtige Arbeiten im Verlauf der nächsten fünfzehn Jahre.
Obwohl sie für die Aufrechterhaltung einiger Theorien, die 1950 endgültig widerlegt wurden, angegriffen wurde, sind ihre Beiträge zur Genetik von Pilzen beachtenswert. Sie veröffentlichte zwei Bücher
- Fungi, Ascomycetes, Ustilaginales, Uredinales (1922)[2]
- The Structure and Development of Fungi (1927)

Das zweite wurde für seine gute, detaillierte, taxonomische Übersicht zum Standardwerk an Universitäten.
Sie wurde 1920 mit der Trail Medal der Linnean Society ausgezeichnet, heute als Trail-Crisp Award bekannt, und saß von 1921 bis 1924 im Beirat der Society. 1928 wurde sie gleichzeitig Präsidentin der British Mycological Society und der Sektion K der British Association. Auch in der Universitätsverwaltung engagierte sich Gwynne-Vaughan und diente eine Amtszeit von vier Jahren im Senat der Universität.
In den 1920er Jahren versuchte Helen mehrfach in die Politik einzusteigen. Nachdem sie 1922 erfolglos für einen Parlamentssitz für North Camberwell kandidiert hatte, wiederholte sie diese Versuche noch drei weitere Male für den gleichen Wahlbezirk. Trotzdem hatte ihre Meinung in der Öffentlichkeit ausreichend Gewicht, um von bekannten Personen konsultiert zu werden. 1929 wurde sie für ihre Dienste an der Öffentlichkeit und im wissenschaftlichen Dienst zur Dame Grand Cross des Order of the British Empire ernannt.
Gwynne-Vaughan unterhielt enge Beziehungen zu den Frauen im Militär, beispielsweise Organisationen zur Ausbildung von weiblichen Offizieren. Aus einer dieser Organisationen entwickelte sich Ende der 1930er Jahre die Auxiliary Territorial Service (ATC) Instruction School, die sie als Kommandant leitete. Sie sicherte sich mit diesem Amt die Position des ersten Direktors des ATS 1939. Der späte Start, unzureichende Vorbereitung und ein Mangel an ausreichend ausgebildeten Offizieren führte zu abträglichen Entwicklungen im ATS-Apparat. Dame Helen, die mit über 60 nicht mehr auf der Höhe der Zeit war und Personal mehr nach Herkunft als nach Fähigkeit ernannte, wurde als Direktorin ersetzt. Sie kehrte 1941 nach Birkbeck zurück und blieb dort bis zu ihrer Emeritierung 1944.
Sie blieb aktiv und arbeitete bis 1962 als Ehrensekretärin des Londoner Zweigs der  SSAFA Forces Help (Soldiers’, Sailors’ and Air Force Association). Sie diente auch in Kameradschaften der Armee und der Luftwaffe, wo sie ein außerordentliches Prestige genoss.
Als die ursprüngliche Architektin des heutigen Women’s Army Corps und als hervorragende Wissenschaftlerin ist Dame Helen eine der bedeutendsten Frauen ihrer Zeit. Hervorragende Leistungen in zwei so unterschiedlichen Feldern wie der Mykologie und der Militärverwaltung sind außerordentlich.
Ihre drei letzten Jahre verbrachte Dame Helen in einem Pflegeheim der Royal Air Force in Sussexdown, Storrington, Sussex, wo sie am 26. August 1967 verstarb. Nach ihrer Einäscherung wurde ihre Urne im Familiengrab der Familie Fraser in Schottland beigesetzt.
Die von Molly Izzard verfasste Biographie von Helen Gwynne-Vaughan wurde 1969 unter dem Titel Heroine in Her Time veröffentlicht.